# Westkapelle
Westkapelle (seeländisch Wasschappel) ist ein Fremdenverkehrsort an der Westspitze der Halbinsel Walcheren in der niederländischen Provinz Zeeland. Er gehört seit 1997 zur Gemeinde Veere und hat 2610 Einwohner (Stand: 1. Januar 2024).

## Lage
Der Ortskern wird durch einen Deich geschützt. Nordöstlich liegt Domburg. Im Süden erstreckt sich bis Zoutelande ein Dünengürtel mit den höchsten Dünen der Niederlande. Bis zu 48,5 m NAP sind sie beim Ortsteil Valkenisse.

## Geschichte

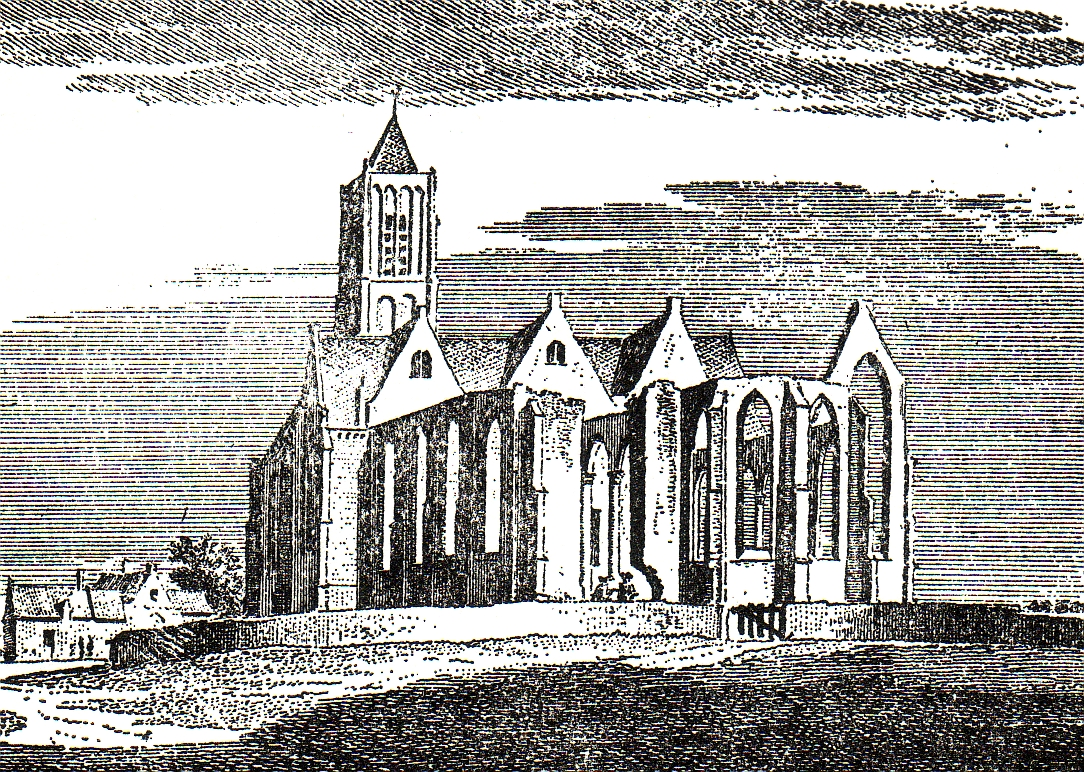
Westkapelle, die zerstörte alte Willibrorduskirche

Westkapelle wird mit der Willibrorduskirche urkundlich bereits 1071 erwähnt. 1223 erhält das Fischerdorf das Stadtrecht. 1253 fand in der Nähe des Ortes die Schlacht bei Westkapelle statt, der militärische Höhepunkt des flämischen Erbfolgekriegs.
Aufgrund der ständigen Bedrohung der Dünen durch Wind und Meer wurde 1432 bis 1470 ein schützender Deich sowie eine neue Kirche südöstlich des Ortes errichtet. Erst später dehnte sich die Bebauung weiter zwischen dem Deich und der Kirche aus.
Hatten die Einwohner zunächst vorwiegend von der Fischerei gelebt, wurde ab 1540 der Deichbau ihre Haupterwerbsquelle. Im Zusammenhang mit dem wirtschaftlichen Aufschwung entstand eine dreischiffige Hallenkirche, von der nur der heute zum Leuchtturm umfunktionierte Kirchturm erhalten ist. Im Achtzigjährigen Krieg wurde die Willibrorduskirche verwüstet und verfiel in den folgenden Jahrzehnten. Nach einem durch ein erstes, einfaches Leuchtfeuer entfachten Brand wurde das noch einmal instandgesetzte Mittelschiff dann endgültig zerstört. Der erhaltene Backsteinturm dient seitdem als Leuchtturm.

### Im Zweiten Weltkrieg

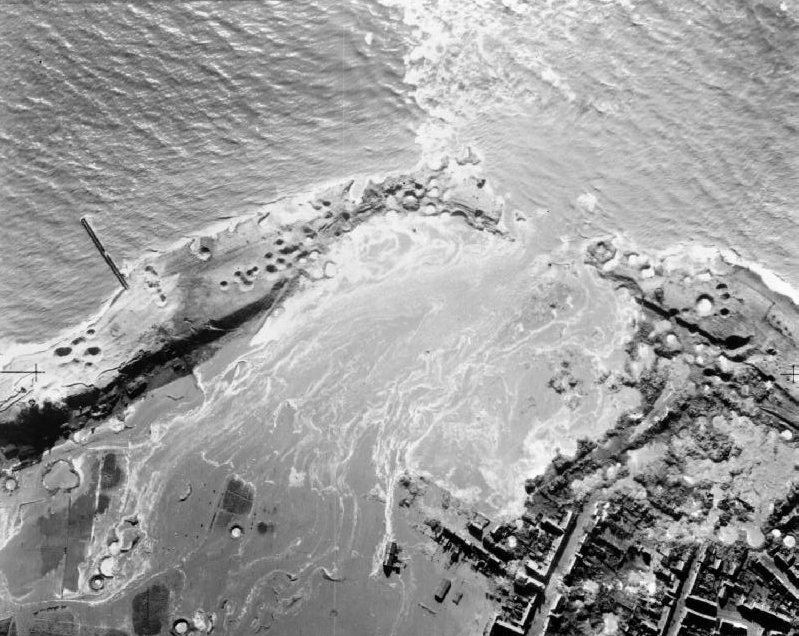
Westkapelle unmittelbar nach dem Bombardement

Am 3. Oktober 1944 zerstörten westalliierte Bomber den südlichen Seedeich vor Westkapelle, um durch die folgende Überflutung die deutschen Besatzungstruppen handlungsunfähig zu machen. Bei diesem Angriff zur Befreiung der Niederlande starben 176 Einwohner. 44 Männer, Frauen und Kinder ertranken. Das Dorf wurde durch die Bomben und das einströmende Seewasser fast vollständig zerstört.
Am 1. November 1944 landeten alliierte Truppen im Rahmen der Schlacht an der Scheldemündung unter anderem mit Sherman-Tanks südlich und nördlich des entstandenen Deichdurchbruchs. Eines dieser Landungsfahrzeuge steht heute als Monument zur Befreiung der Niederlande auf dem Deich nahe dem Polderhuis Museum.
Erst am 12. Oktober 1945 konnte der Deich abgedichtet werden. Hierbei wurden mehrere Landungsboote in der Deichöffnung versenkt und mit Steinen verfüllt. Danach konnte mit dem Wiederaufbau des Dorfes begonnen werden. Heute erhalten sind nur noch Häuser (einige Häuser gegenüber dem Markt an der Zuidstraat), die über dem Meeresspiegel standen und deshalb nicht mit Salzwasser überflutet wurden. Hier wohnte die niederländische Fotografin Neeltje Flipse-Roelse, die aus ihrem Dachfenster zahlreiche Fotos der deutschen Besatzer machte. Einige dieser Fotografien werden heute im Polderhuis Museum gezeigt. Ein bis heute sichtbares mahnendes Überbleibsel des Zweiten Weltkrieges ist am westlichen Dorfrand zu sehen, der sogenannte Kreek – ein mit Brackwasser gefüllter kleiner See, der heute als Erholungsgebiet und Anglergewässer dient.
Die Geschichte des Ortes, der Deicharbeiten und insbesondere der Kriegsereignisse wird anschaulich – auch in deutscher Sprache – im Polderhuis-Museum präsentiert.

## Sehenswürdigkeiten
- Leuchttürme
- Polderhuis; Deich- und Kriegsmuseum
- Sherman Tank auf dem Deich
- Dorfmühle De Noorman
- Der Kreek
- Vogelschutzgebiet am Dorfrand Richtung Domburg
- Ringreiten
- Dorf- und Brauchtumsfeste

### Leuchttürme

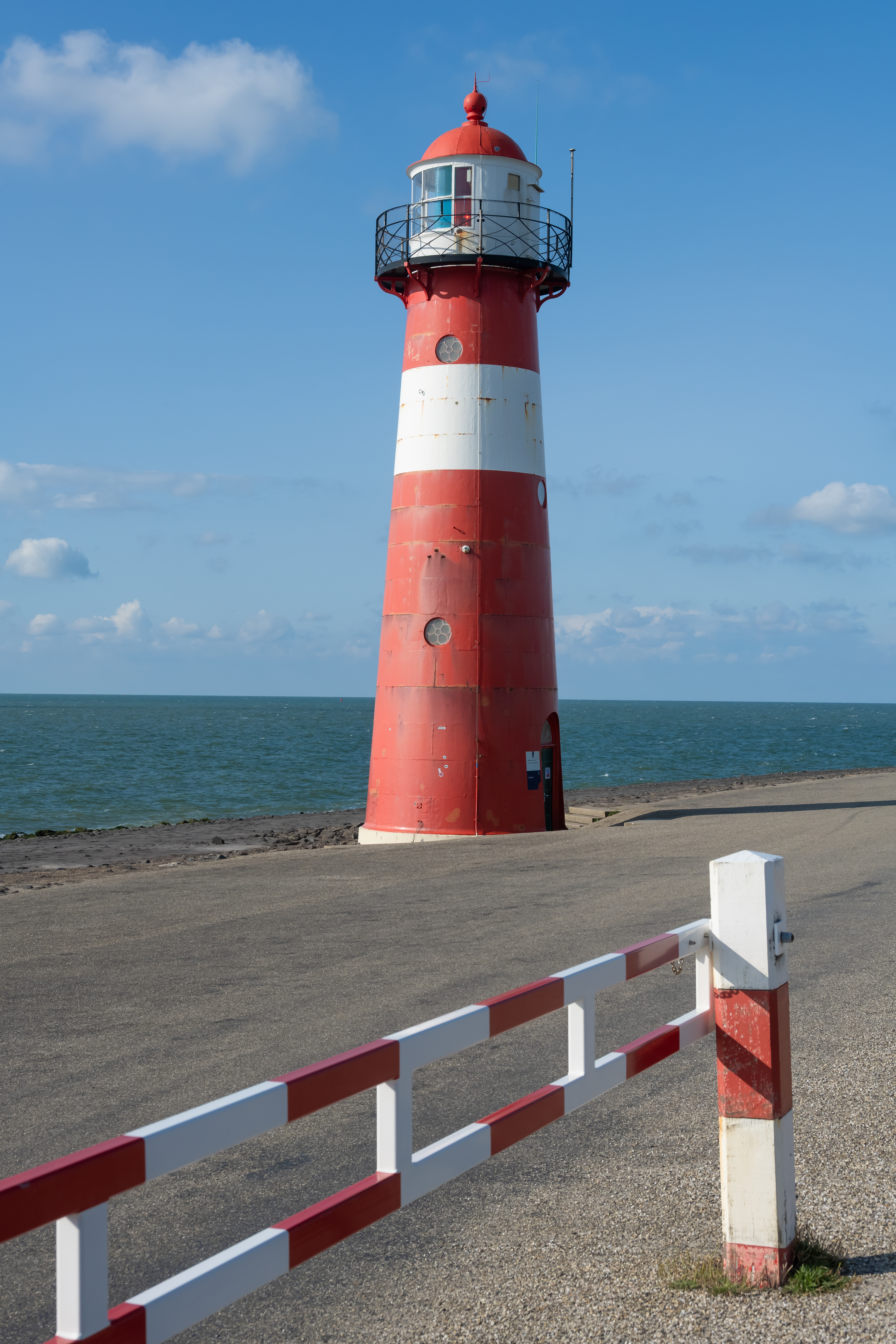
Leuchtturm „IJzeren torentje“ in Westkapelle

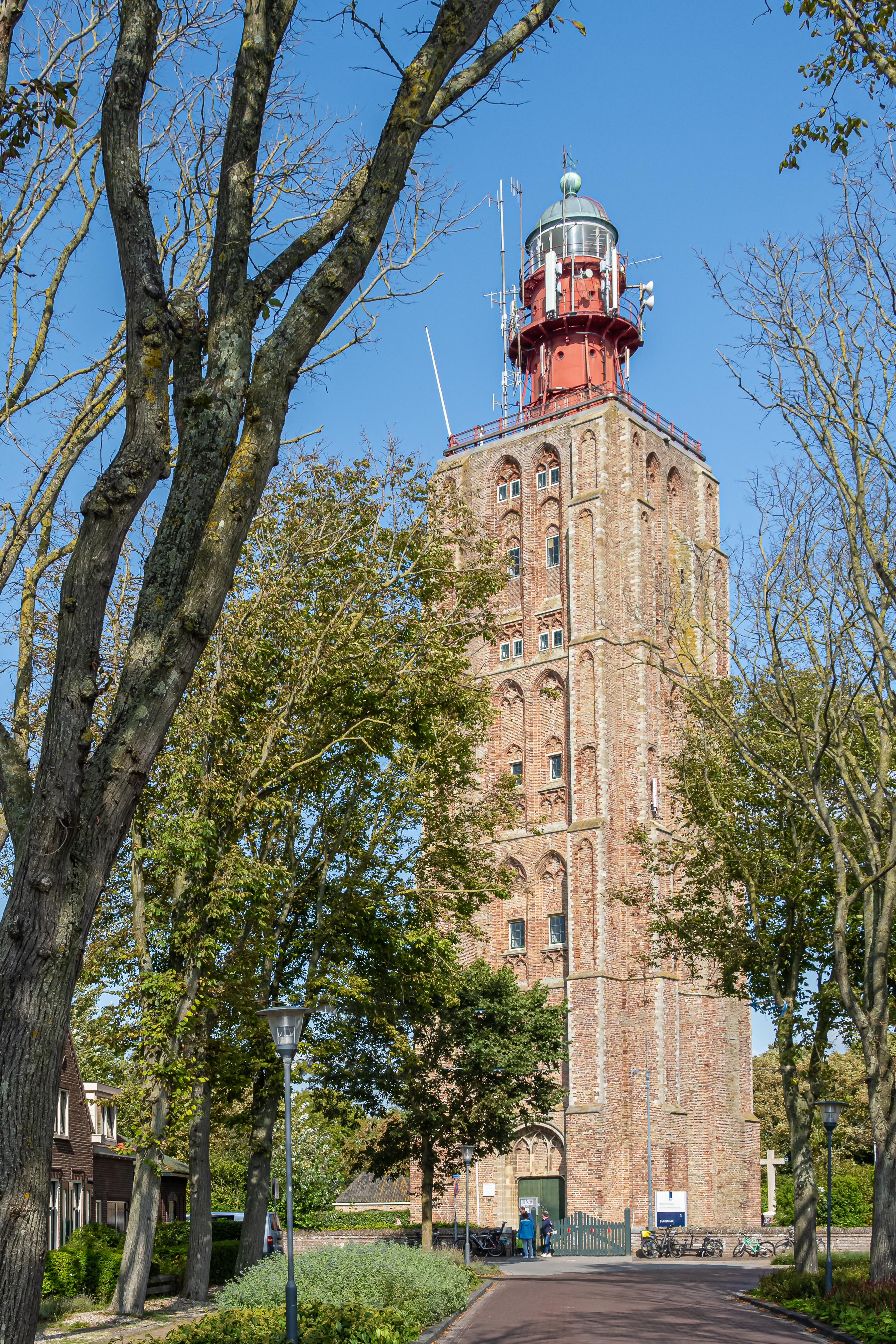
Der gotische Kirchturm dient seit 1924 als Leuchtturm

Nach dem Achtzigjährigen Krieg und seinen Verwüstungen wurde die Willibrorduskirche 1692 für baufällig erklärt. Der Dachstuhl des gotischen Turmes trug statisch die Lasten nicht mehr, sodass schließlich 1702 die Glocke herabstürzte und man die Kirche anschließend nur in Teilen wieder aufbaute. 1831 schließlich brannte das Kirchengebäude vollständig ab. Nach den sichernden Abbrucharbeiten blieb nur noch der heute erhaltene Turm stehen. Seit 1818 (Einfaches Leuchtfeuer auf dem Turm) bzw. 1924 (Instandgesetzt und modernisiert) dient er als Leuchtturm.
Trotz der verheerenden Zerstörungen in Westkapelle durch den Zweiten Weltkrieg blieb der Turm weitgehend unbeschädigt. Am 1. Februar 1946 nahm er seinen Dienst zunächst mit einer einfachen Notbeleuchtung wieder auf. Diese wurde 1951 durch die heutige, neue elektrische Einrichtung ersetzt. Das obere Tableau trägt in 54 m Höhe die 2,6 Millionen cd starke Lichtanlage. Der Lichtstrahl reicht 19,5 Seemeilen (ca. 35 km) weit und erscheint alle 3 Sekunden mit einer Dauer von 0,1 Sekunden. Das Tableau mit Linsen und Spiegeln dreht sich 5-mal pro Minute.
An bestimmten Tagen kann der Turm bestiegen werden. Die Öffnungszeiten sind am unteren Eingang angeschlagen. Bis zur Turmspitze sind es beachtliche 179 Stufen, von denen die letzten 17 aus Holz sind. Die Höhe bis zur Aussichtsplattform beträgt 40 m und die gesamte Höhe des Turmes 57 m. Die Lichtanlage selbst kann nicht besichtigt werden.
Aufgrund der sehr engen Wendelung der Treppe ist der Besuch für Menschen mit eingeschränkter Fitness oder Beweglichkeit nicht zu empfehlen.
Ein zweiter kleiner Leuchtturm, das IJzeren torentje steht auf dem Deich am sogenannten Westkap. Er ist als markante rot-weiße Landmarke bereits von weitem zu sehen und gut zu finden. Ein Bild ist unten auf dieser Seite eingefügt.

### Kirmes
Immer am Wochenende nach dem ersten Mittwoch im Juli findet in Westkapelle die berühmte Kirmes mit dem mehr als 400 Jahre alten Gaaischieten statt. Hierbei wird mit selbst gegossenen Bleikugeln auf drei Schiffsmodelle geschossen, die angreifende englische Schiffe symbolisieren. Diese Schützenvereinigung – anders als deutsche Schützenvereine nicht sonderlich militärisch organisiert – ging aus einer Art Bürgerwehr hervor, die das Dorf und die an der Schelde liegenden Häfen Vlissingen und Antwerpen gegen Angriffe von See schützen sollte.

### Künstler
Westkapelle war über die Jahrzehnte immer auch Wohn- oder Arbeitsort unterschiedlicher Künstler und Künstlerinnen.

Unter anderem arbeiteten oder wohnten hier:
- Jan Toorop (1858–1928, Maler)[6]
- Piet Mondriaan (1872–1944, Maler)[7]
- Egbertus Antonie Jansen (1877–1957, Maler)
- Denis Galloway (1878–1957, Zeichner)
- Johannes Gabrielse (1881–1945, Illustrator)
- Jan Heyse (1882–1954, Aquarellist)
- Reimond Kimpe (1885–1970, Maler)
- Charley Toorop (1891–1955, Malerin)[8]
- Ferenc László Hernády (1901–1956)[9]
- Jan Campert (1902–1943, Dichter)[10]
- Adriaan (Jons) Viruly (1905–1986, Schriftsteller)
- Eva Besnyö (1910–2003, Fotografin)[11]
- John Fernhout (1913–1987, Filmemacher)[12]
- Neeltje Flipse-Roelse (1921–2008, Fotografin)[13]
- Bas Jan Ader (1942–1975, Bildender Künstler)[14]
- Rudi van der Wint (1942–2006, Bildhauer)[15]
- Johannes Gramm (1964- , Fotograf)[16]
- Machteld van der Wijst (1974- , Bildende Künstlerin)[17]

## Verkehrsanbindungen
Autobahn A58 vom Festland (Bergen op Zoom) über die Halbinsel Zuid-Beveland bis zur Provinzhauptstadt Middelburg, dann Richtung Westen 16,2 km Landstraße über Buttinge, Grijpskerke und Aagtekerke bis Westkapelle.
Öffentliche Verkehrsmittel: Mit dem Zug, Nederlandse Spoorwegen (NS), Richtung Vlissingen bis Station Middelburg. Vom Bahnhof mit dem Connexxion-Bus (Lijn) 53 jede Stunde bis Westkapelle. Auf dem Wasserweg ist Westkapelle nicht zu erreichen, da es keinen Hafen hat. So fährt man einen der Häfen Vlissingen oder Middelburg an und jeweils von dort mit Auto, Bus oder Fahrrad nach Westkapelle.

## Fotos

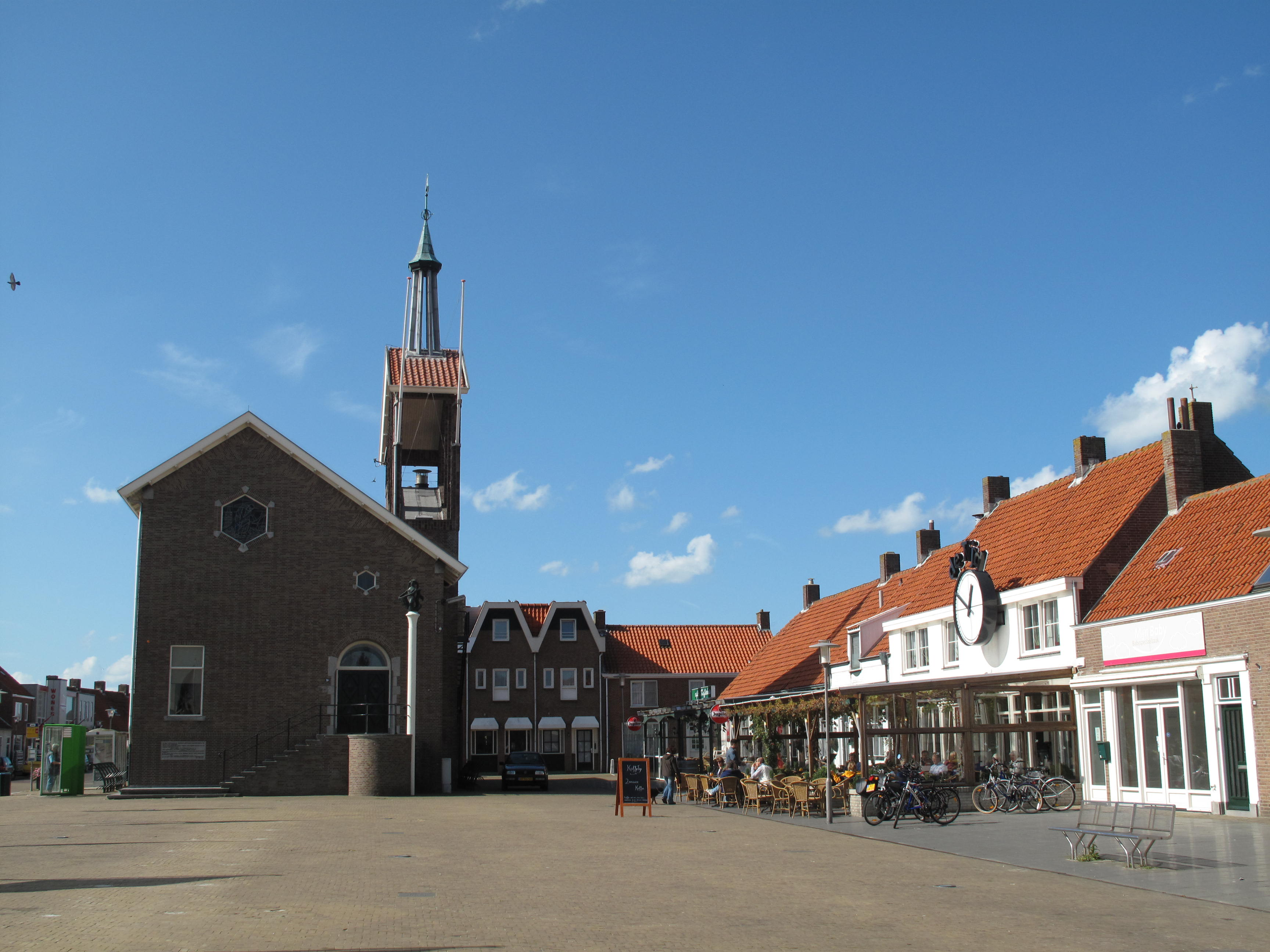
Westkapelle, Markt
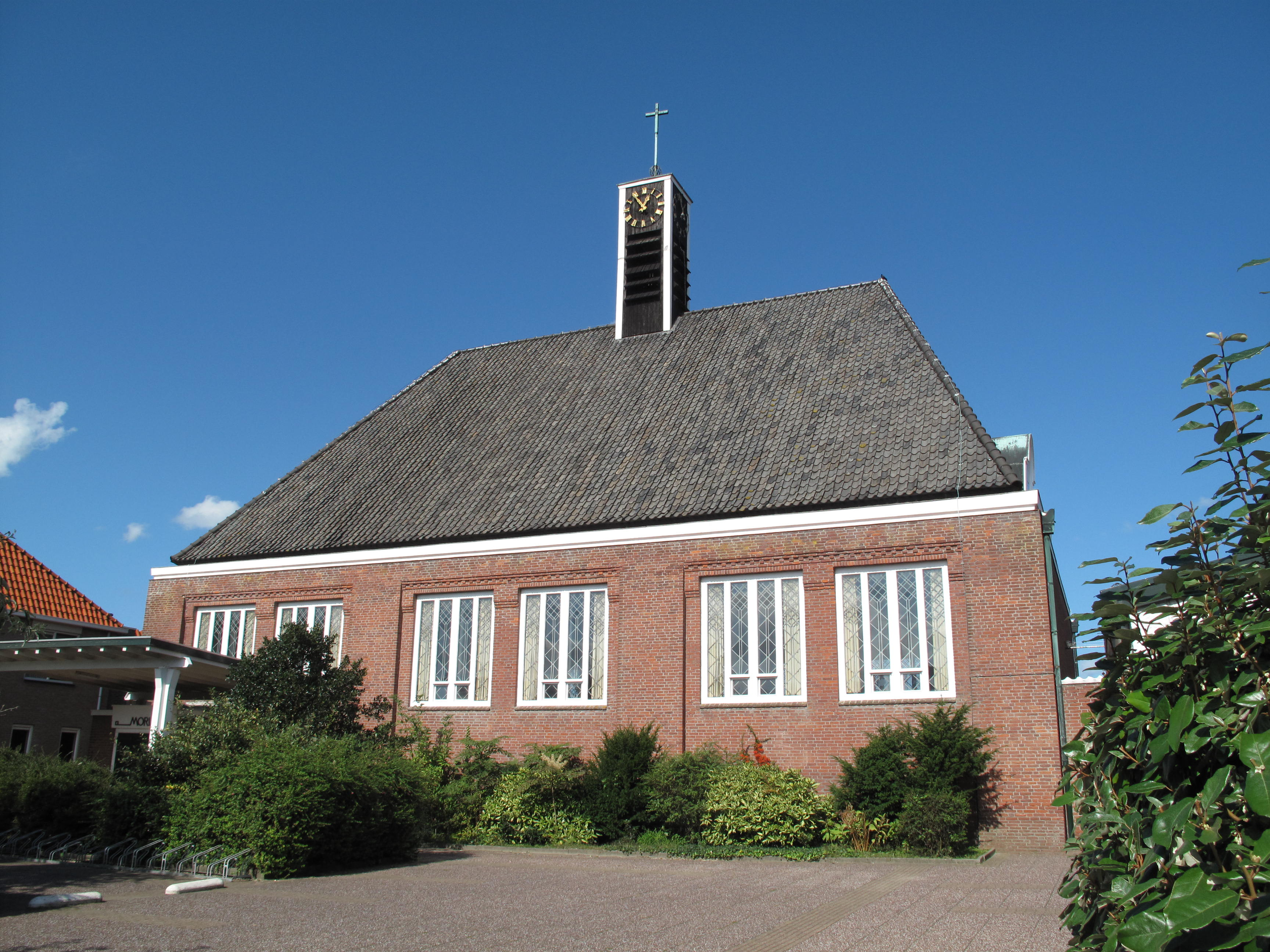
Westkapelle, Kirche am Markt
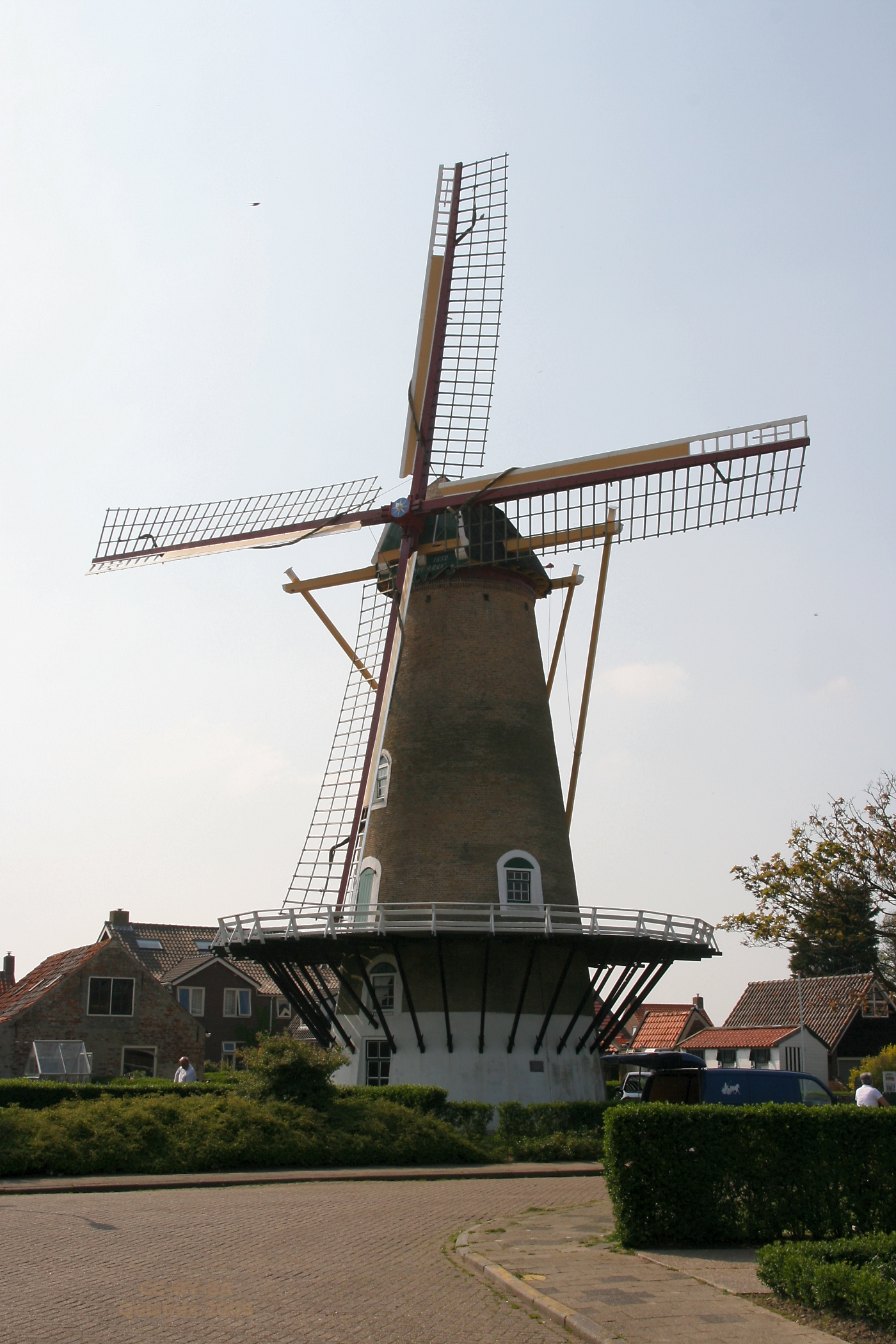
Westkapelle, Windmühle "De Noorman"
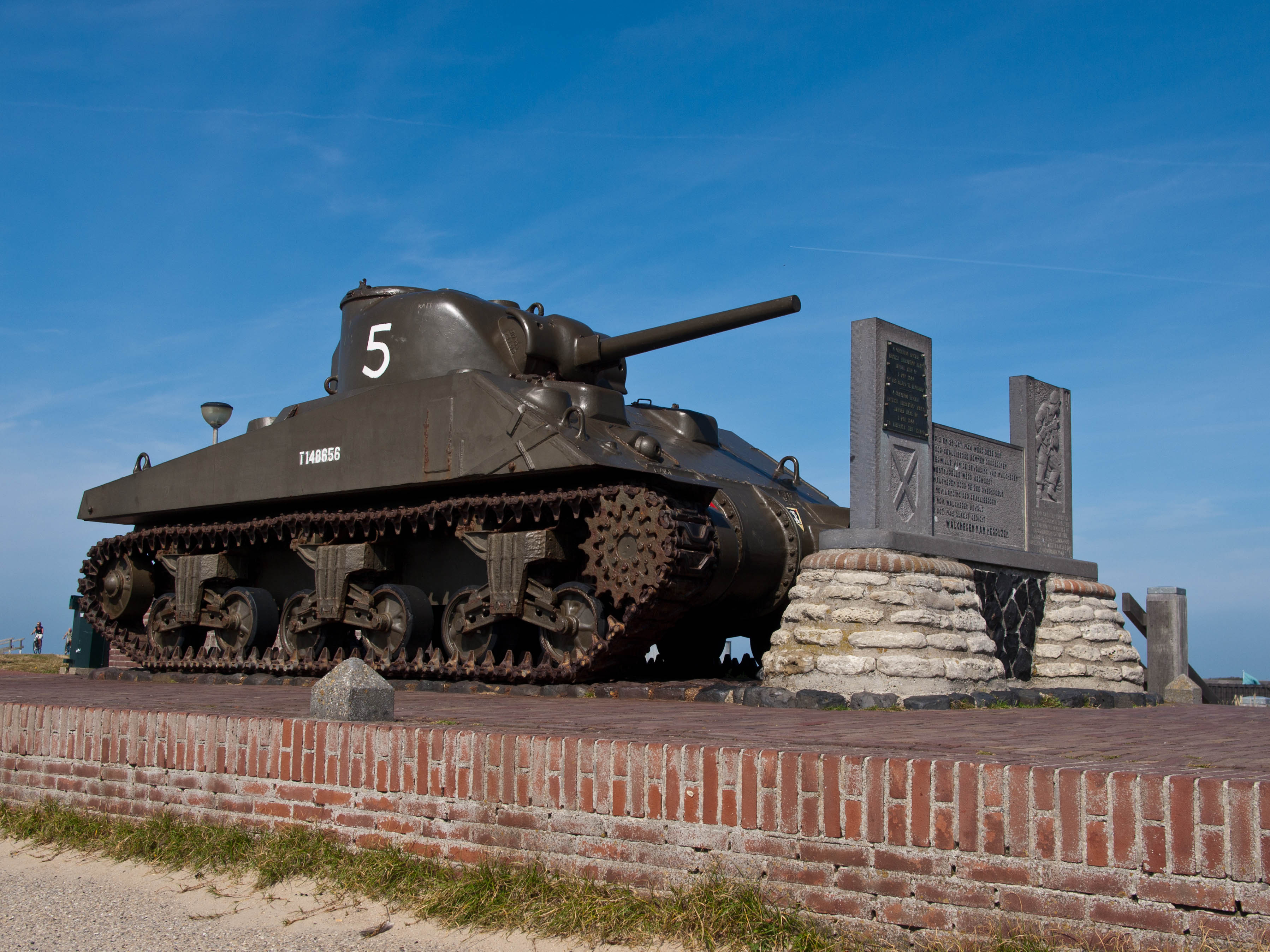
Sherman Tank, Befreiungsmonument auf dem Deich
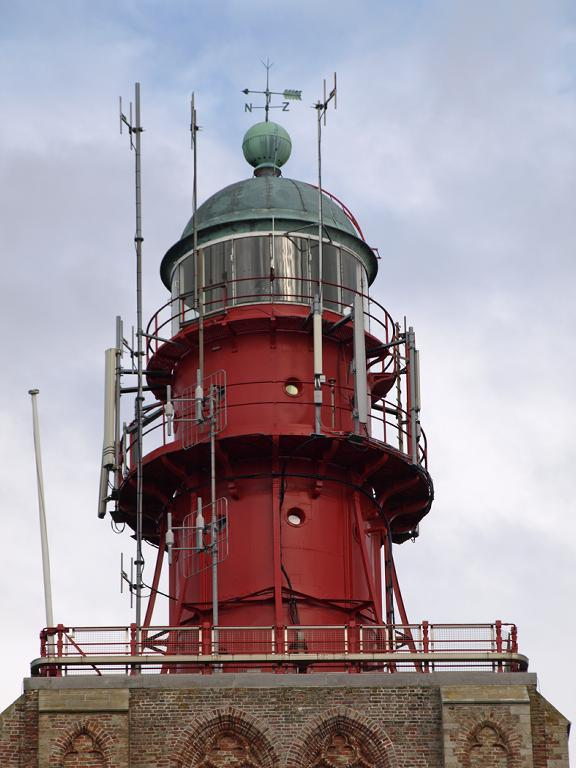
Leuchtturm mit der modernen elektrischen Einrichtung
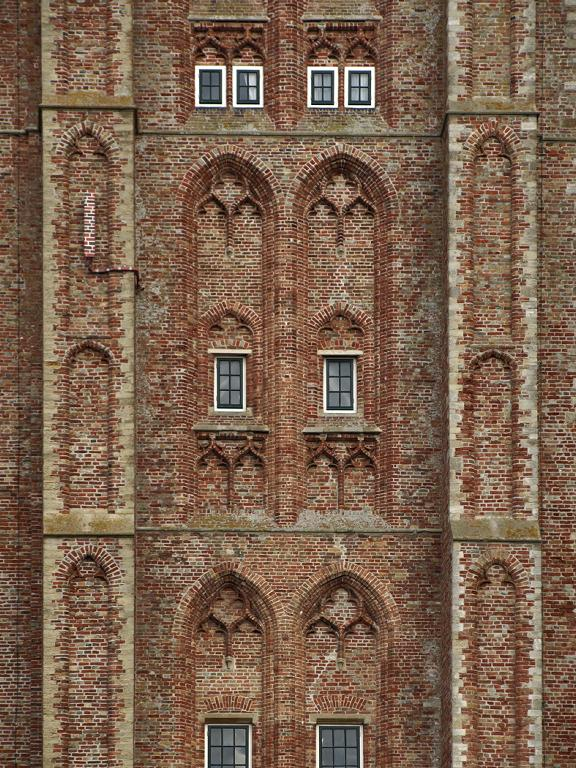
Vorderseite des Leuchtturms in der typischen Ziegelbauweise
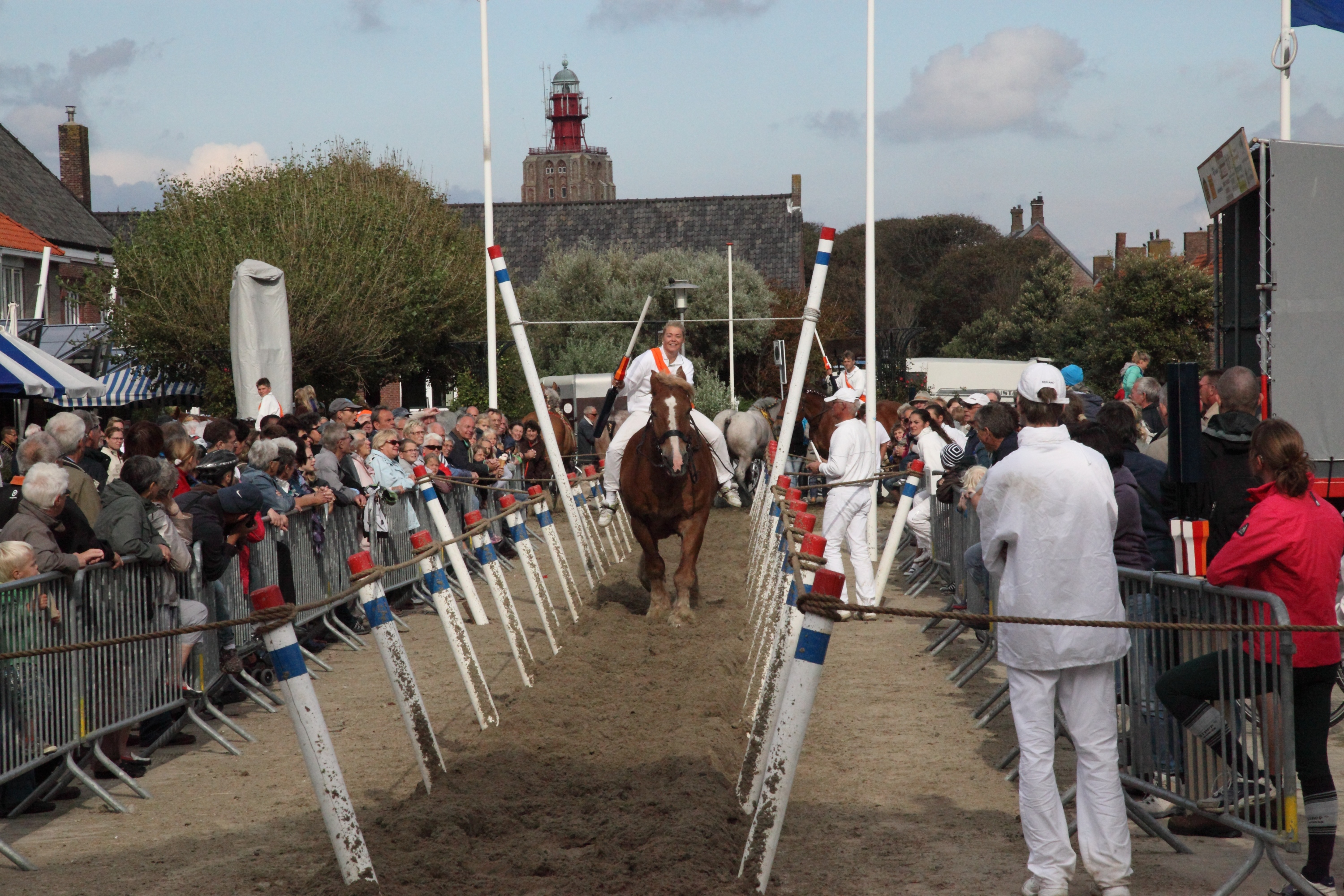
Ringreiten auf dem Markt
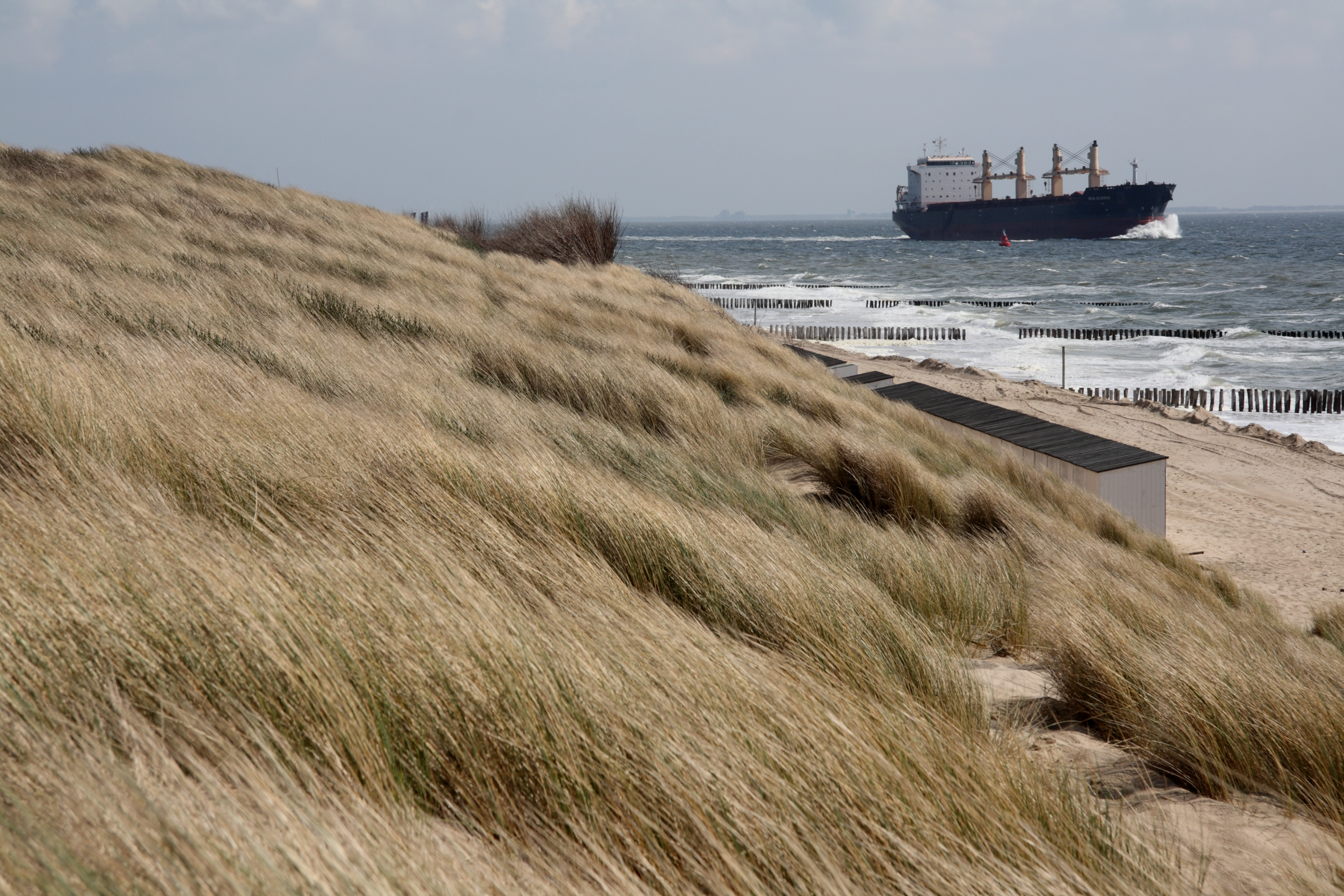
Blick über die Dünen bei Westkapelle
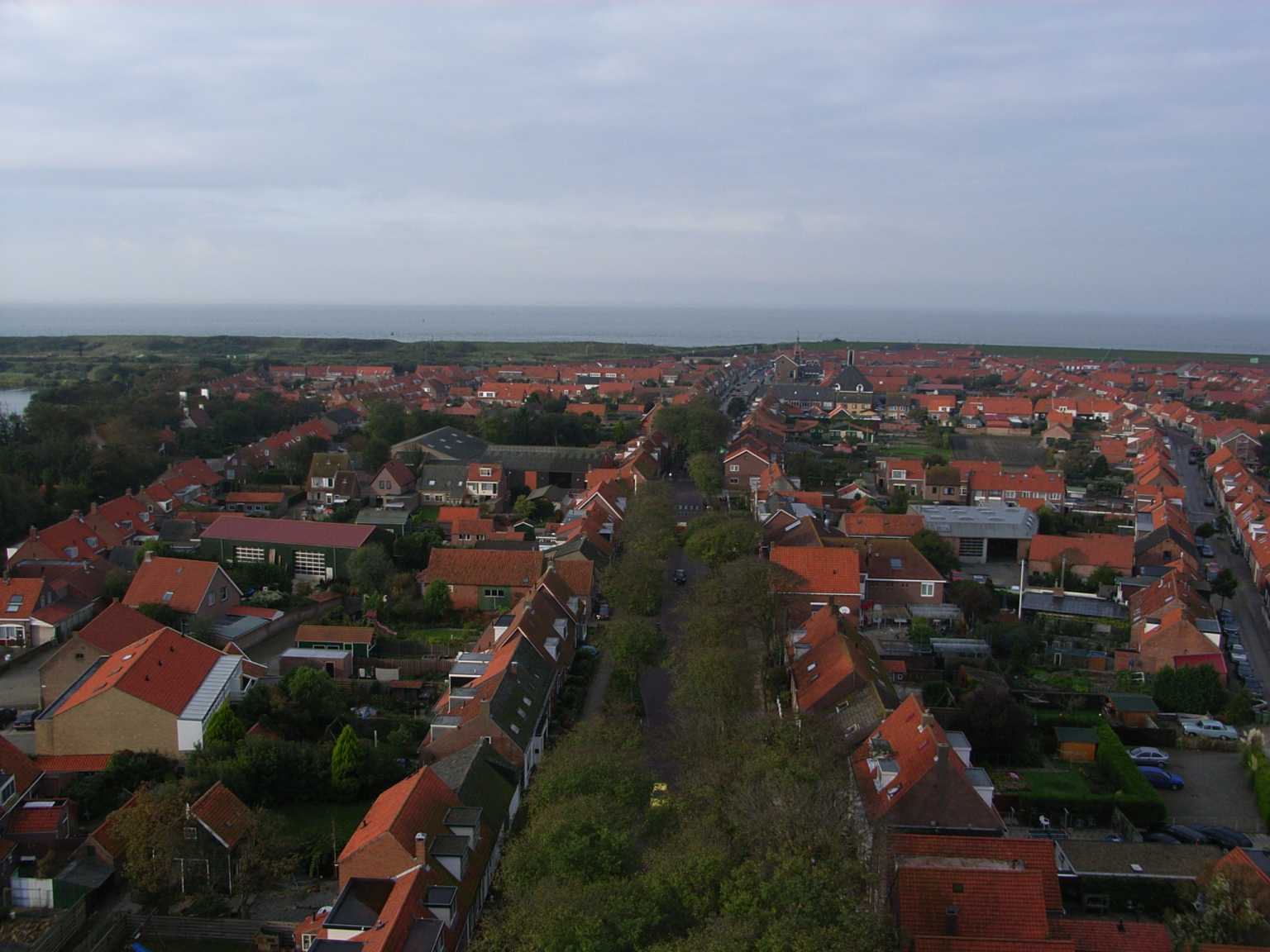
Westkapelle vom Leuchtturm aus gesehen
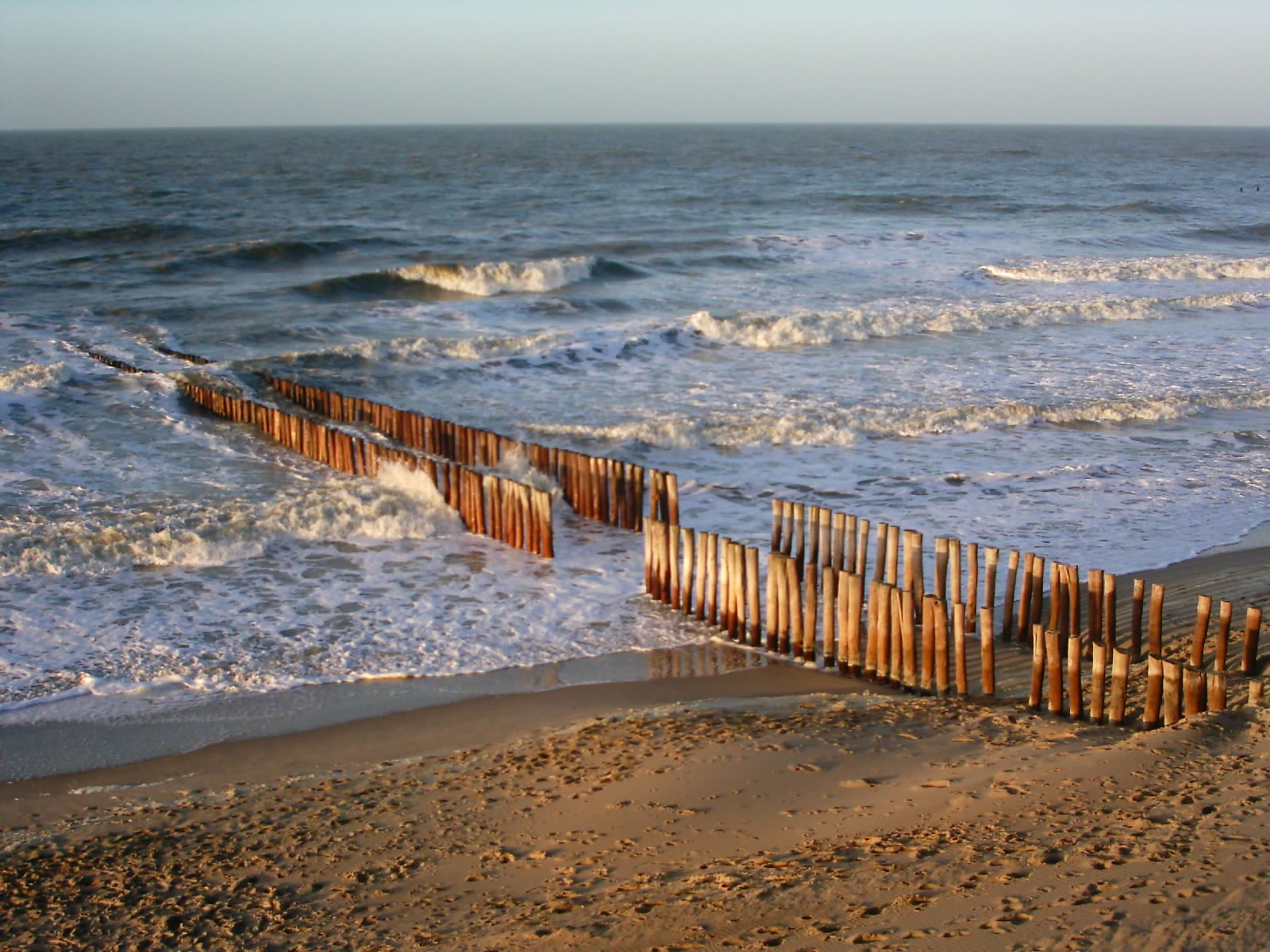
Eine typische Pfahlreihe an den Stränden vor Westkapelle
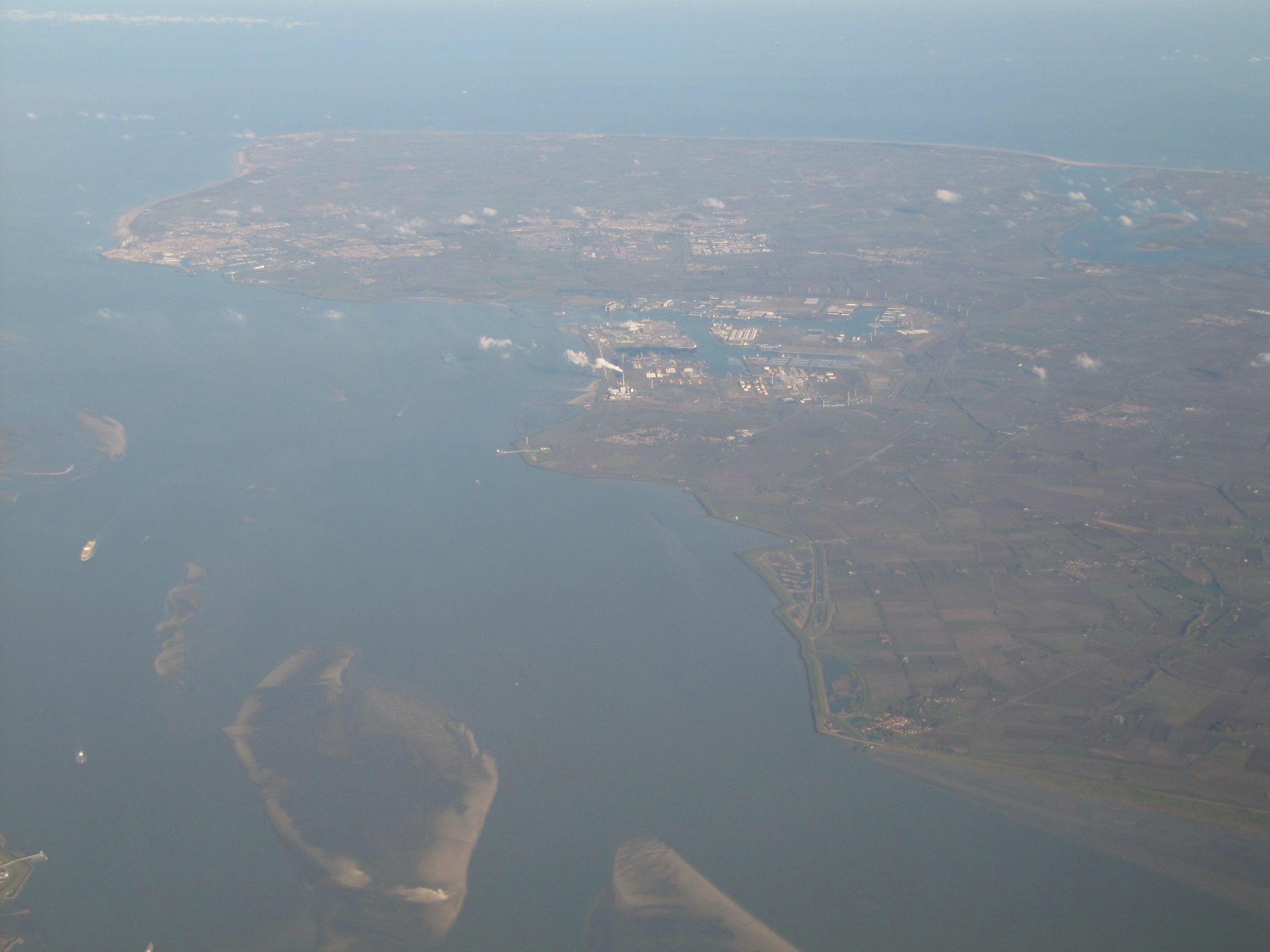
Ganz oben an der Spitze sieht man Westkapelle aus der Luft
Westkapelle – Vogelschutzgebiet nördlich Westkapelle
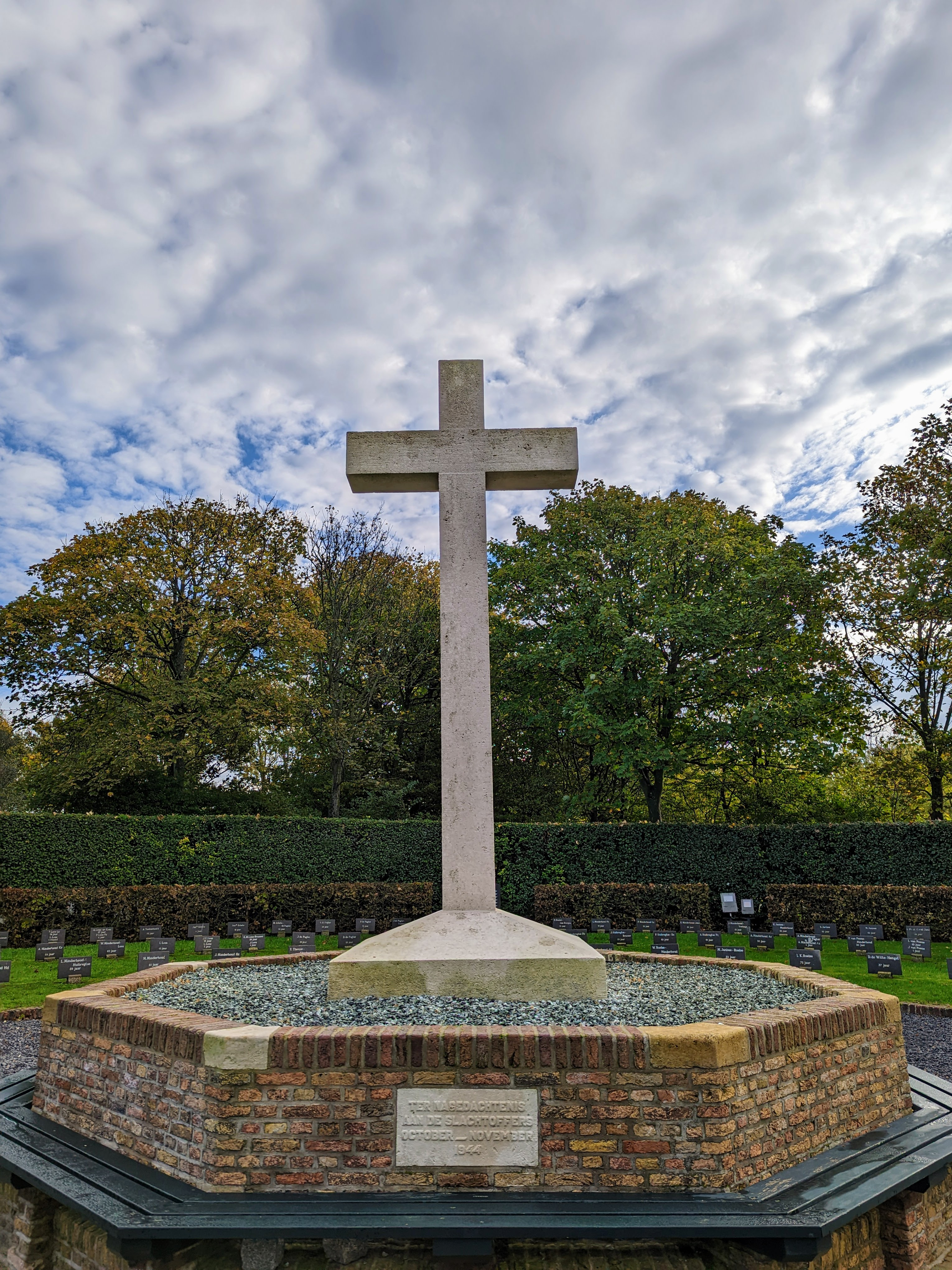
Gedenkstätte für die Opfer der Inundierung in 1944